# Arnes (Suippe)
Pour les articles homonymes, voir Arnes (homonymie).
L'Arnes est une rivière des départements Ardennes et Marne dans la région Grand Est, et un affluent droit de la Suippe, donc un sous-affluent de la Seine par l'Aisne et l'Oise.

## Géographie
De 12,4 km de longueur, l'Arnes prend sa source sur la commune de Saint-Étienne-à-Arnes, à 123 m d'altitude, entre les lieux-dits les Petites Conges et l'Anneau de la Tousarde. Sur la même commune, à la limite sud, se trouve le mémorial américain du Blanc-Mont (211 m).
Elle coule globalement de l'est-est-nord vers l'ouest-ouest-sud.
Elle conflue en rive droite de la Suippe, sur la commune de Bétheniville, à 97 m d'altitude. Elle a d'abord trois bras dans les près de l'Archevêché à l'est de Bétheniville, puis deux bras pour se jeter dans le bras droit de la Suippe (elle a aussi deux bras sur Bétheniville), le tout avant le château-d'eau et la station d'épuration - proche d'une distillerie -.

### Communes et cantons traversés
Dans les deux départements des Ardennes et de la Marne, l'Armes traverse cinq communes dont une - la confluence Bethenville - dans la Marne et deux cantons :
- dans le sans amont vers aval : Saint-Étienne-à-Arnes (source), Saint-Pierre-à-Arnes, Saint-Clément-à-Arnes, Hauviné, Bétheniville (confluence).

Soit en termes de cantons, l'Armes prend source dans le canton de Machault, conflue dedans le canton de Beine-Nauroy, le tout dans les arrondissements de Vouziers et de Reims.

### Toponymes
L'Arnes a donné son hydronyme aux trois communes de Saint-Étienne-à-Arnes -commune source-, Saint-Pierre-à-Arnes, Saint-Clément-à-Arnes.

### Bassin versant
L'Arnes traverse une seule zone hydrographique La Suippe de sa source au confluent de l'Armes (inclus) (H138) de 430 km2 de superficie. Ce bassin versant est constitué à 79,19 % de territoires agricoles, à 18,85 % de forêts et milieux semi-naturels, à 1,80 % de territoires artificialisés.

### Organisme gestionnaire
L'organisme gestionnaire est l'EPTB Entente Oise-Aisne, reconnue EPTB depuis le 15 avril 2010, sis à Compiègne, et l'Armes fait parte de la zone Aisne Vesle Suippe.

## Affluents
L'Arnes a un seul affluent référencé :
- l'Arnelles (rd), 1,5 km sur les deux communes de Hauviné et Saint-Clément-à-Arnes.

Le rang de Strahler est donc de deux.